# Dmytro Czoni
Dmytro Wołodymyrowycz Czoni (ukr. Дмитро Володимирович Чоні; ur w 1993 w Kijowie) – ukraiński pianista, laureat trzeciej nagrody w Międzynarodowym Konkursie Pianistycznym im. Van Cliburna w 2022.

## Biografia
Czoni w wieku czterech lat zaczął uczyć się gry na fortepianie u Hałyny Zasławeć. Studiował w Kijowie u prof. Niny Najdicz i prof. Jurija Kota. Ukończył studia na Uniwersytecie Muzyki i Sztuk Scenicznych w Grazu u prof. Miłany Czerniawskiej. 
W 2018 został laureatem Międzynarodowego Konkursu Pianistycznego im. Palomy O'Shea w Santander (2018), jako nagrodę nagrywając płytę m.in. z muzyką Ginastery, Debbussy'ego, Ligetiego i Prokofjewa. Był również laureatem konkursów Bösendorfer and Yamaha USASU International Piano Competition (2019) i Leeds International Piano Competition (2021). W 2022 zdobył trzecią nagrodę w Międzynarodowym Konkursie Pianistycznym im. Van Cliburna.
W 2023 współpracował m.in. z Frankiem Peterem Zimmermannem, nagrywając m.in. utwory Bartóka i Szymanowskiego.
Występował m.in. na festiwalu Muzyka Polska w Ukrainie w 2021, a także 77. Międzynarodowym Festiwalu Chopinowskim w Dusznikach-Zdroju w 2022.